# 仁愛女子高校駅
仁愛女子高校駅（じんあいじょしこうこうえき）は、福井県福井市春山一丁目にある、福井鉄道福武線の停留場。駅番号はF23。

## 歴史
- 1950年（昭和25年）11月27日：裁判所前駅として開業[1][2][3]。
- 1964年（昭和39年）12月11日：田原町駅との間にあった松本通駅を廃止し、当停留場を200m田原町方に移転[3]。
- 2010年（平成22年）3月25日：新停留場を供用開始。同時に仁愛女子高校駅に改称[1][4][5]。

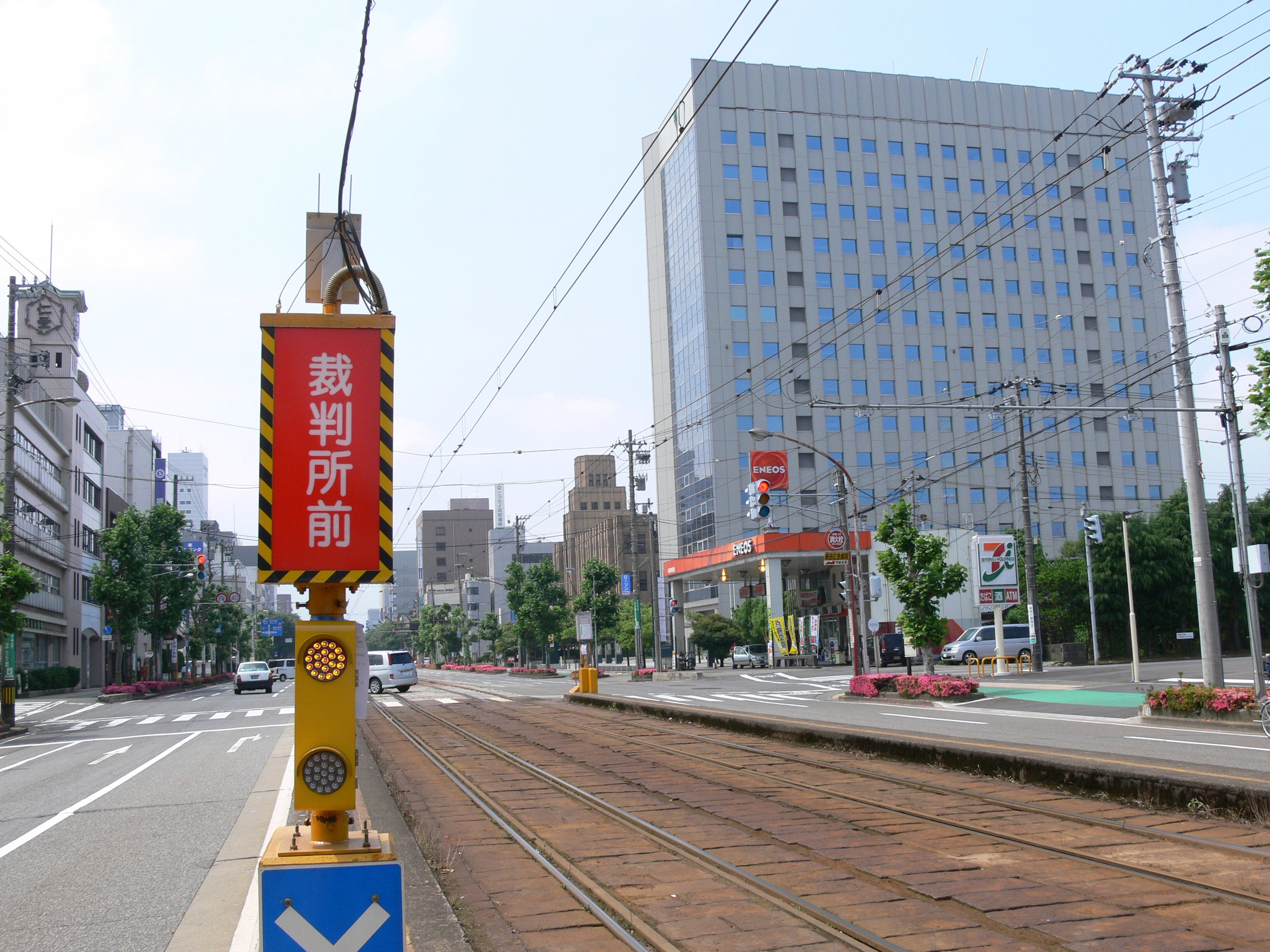
改称前の停留場（2009年6月）

## 停留場構造
フェニックス通りと呼ばれる道路（福井県道30号福井丸岡線、旧国道8号）上に相対式ホーム（安全地帯）2面2線を有する路面の停留場。
平日朝のラッシュ時には駅員が常駐し、運転士とともに集札のみ行う。
電停へは、上り・下りホームの間にある交差点の横断歩道を地上連絡して利用する。
| のりば | 路線                               | 方向 | 行先                 |
| ------ | ---------------------------------- | ---- | -------------------- |
| 西側   | ■福武線 （フェニックス田原ライン） | 下り | 田原町・鷲塚針原方面 |
| 東側   | ■福武線 （フェニックス田原ライン） | 上り | 福井駅・たけふ新方面 |

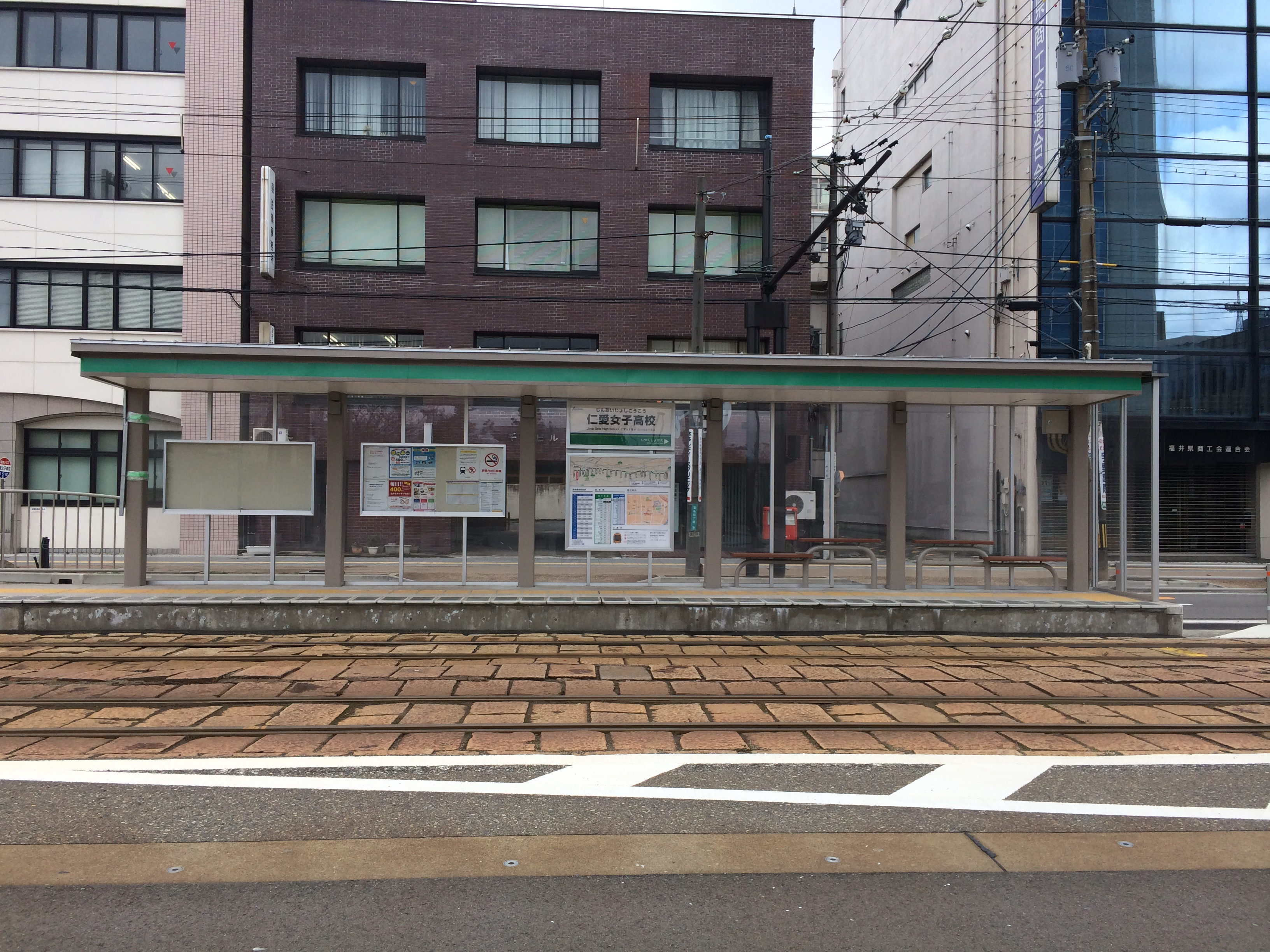
上りホーム（2014年3月）

## 停留場周辺
- 福井春山合同庁舎
  - 法務省の機関
    - 福井地方検察庁
    - 福井区検察庁、大野区検察庁
    - 福井地方法務局
    - 中部地方更生保護委員会福井保護観察所

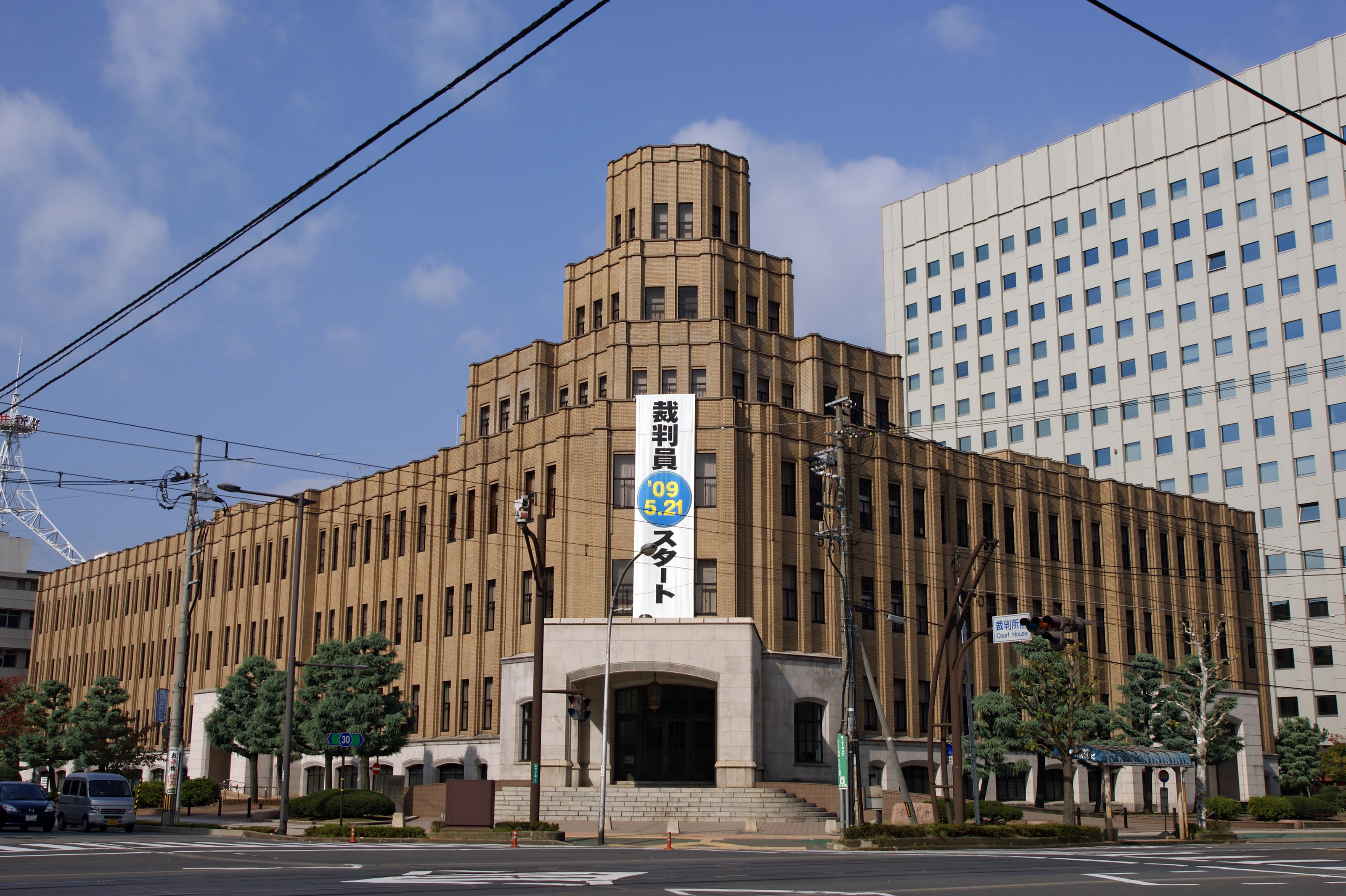
旧駅名「裁判所前駅」の由来である福井地方・家庭裁判所庁舎
右の高層ビルは福井春山合同庁舎

    - 出入国在留管理庁名古屋出入国在留管理局福井出張所
    - 公安調査庁金沢公安調査事務所福井駐在官室

  - 財務省の機関
    - 北陸財務局福井財務事務所
    - 大阪税関敦賀税関支署福井出張所
    - 国税庁金沢国税局福井業務センター、福井税務署

  - 厚生労働省の機関
    - 近畿厚生局福井事務所
    - 福井労働局

  - 農林水産省の機関
    - 林野庁近畿中国森林管理局福井森林管理署

  - 防衛省の機関
    - 自衛隊福井地方協力本部
- 福井地方・家庭裁判所庁舎
  - 福井地方裁判所
  - 福井家庭裁判所
  - 福井簡易裁判所
  - 福井検察審査会
- 福井公証人合同役場
- 福井信用金庫本店
- 仁愛女子高等学校
- 神明神社
- 福井新聞さくら通りビル
- 福井市立郷土歴史博物館・養浩館庭園
- 福井大仏
- 真宗大谷派（東本願寺）福井別院
- さくら通り 裁判所前交差点（福井県道114号吉野福井線・福井県道115号殿下福井線）
- 松本通り 東下交差点（福井市道松岡菅谷線） - 東方向は旧国道416号で制定時の起点となっていた（当時は西松本交差点）。

## 隣の停留場
福井鉄道
■福武線
■急行・■区間急行・■普通
福井城址大名町駅（F21） - 仁愛女子高校駅（F23） - 田原町駅（F24）